# Nicola Pozzi (biathlonista)
Nicola Pozzi (ur. 14 grudnia 1981) – włoski biathlonista. Zadebiutował w biathlonie w rozgrywkach Pucharu Europy w roku 2003.
Starty w Pucharze Świata rozpoczął zawodami w Holmenkollen w roku 2008 zajmując 76. miejsce w sprincie. Jego najlepszy dotychczasowy wynik w Pucharze świata to 25. miejsce w biegu indywidualnym w Hochfilzen w sezonie 2008/09.
Na Mistrzostwach świata w roku 2009 w Pjongczangu zajął 52. miejsce w biegu indywidualnym.
W 2018 roku został asystentem trenera reprezentacji Włoch.

## Osiągnięcia

### Mistrzostwa Europy
- 2008 Nové Město na Moravě – 43. (sprint), 45. (bieg pościgowy)

### Mistrzostwa świata
- 2009 P'yŏngch'ang – 52. (bieg indywidualny)

### Puchar Świata

#### Miejsca w klasyfikacji generalnej
| Sezon     | Miejsce |
| --------- | ------- |
| 2008/2009 | 90.     |